# Честер (Южная Каролина)
Честер (англ. Chester) — крупнейший город и административный центр (столица) одноимённого округа в штате Южная Каролина в Соединённых Штатах Америки.
Согласно результатам переписи населения США, проведённой в 2020 году, число жителей города составляло 5269 человек, что, для такого небольшого населённого пункта, существенно меньше (− 6%), чем было во время предыдущей переписи прошедшей в 2010 году (5607 человек).

## История

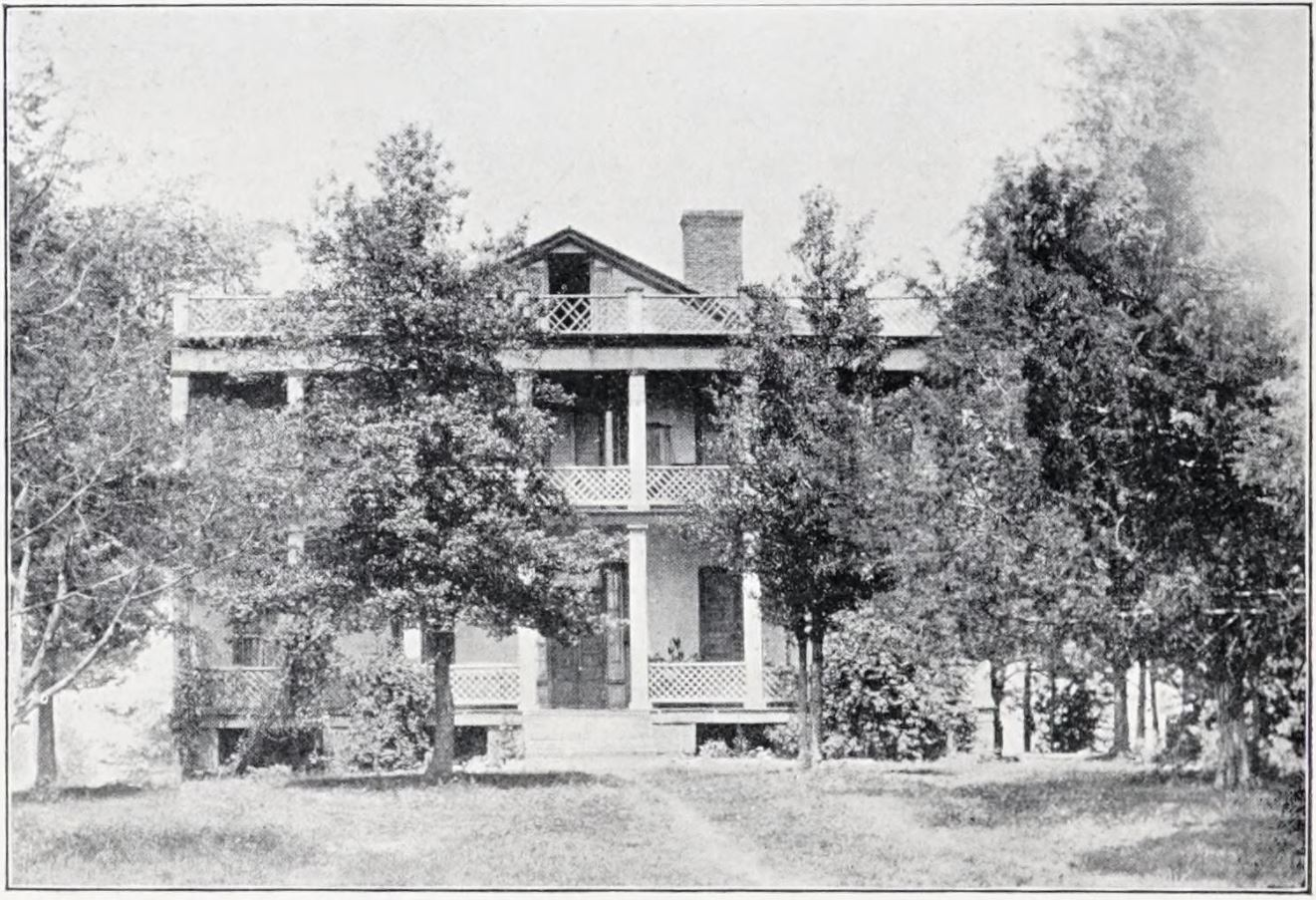
Институт Брейнерда

Своё название город и округ получили в честь города в Пенсильвании.
В 1868 году в Честере открылась школа (затем Институт Брейнерда); это учебное заведение для афроамериканских детей просуществовало до 1939 года. здание является одной из достопримечательностей города. 
Исторический центр города и множество отдельных архитектурных объектов города были занесены в Национальный реестр исторических мест США, что привлекает множество туристов и существенно способствует наполнению городского бюджета.
Своего пикового значения (7158 человек) население города достигло в 1990 году и с тех пор число горожан неуклонно убывало (по данным на 2025 год).

## География
В соответствии с данными указанными на сайте центрального статистического органа страны — Бюро переписи населения США, общая площадь города составляет 3,3 квадратных мили (8,5 км2) и вся эта территория приходится на сушу.